# Haptoglobine
Haptoglobine is een eiwit in het bloedplasma, een plasmeiwit, dat wordt gevormd in de lever, en dat betrokken is bij de afbraak van rode bloedcellen. Rode bloedcellen bevatten hemoglobine, dat zorgt voor het transport van zuurstof door het lichaam. Als de rode bloedcellen kapotgaan dan komt er hemoglobine vrij in het bloedplasma. Vervolgens bindt haptoglobine aan hemoglobine, en transporteert het naar de lever. In de lever wordt het haptoglobine-hemoglobine-complex afgebroken en via de gal uitgescheiden. Zodra er hemoglobine vrijkomt uit de rode bloedcellen, dan bindt haptoglobine er direct aan en neemt de haptoglobine-concentratie in het bloed af.
Een arts vraagt een haptoglobinetest aan als hij vermoedt dat de bloedarmoede of anemie bij een patiënt komt door afbraak, of beschadiging, van rode bloedcellen. Als rode bloedcellen in de bloedvaten worden afgebroken dan wordt dit hemolyse genoemd. Echter, haptoglobine wordt meestal niet als eerste aangevraagd bij onderzoek naar een anemie, omdat er vele andere testen zijn die de oorzaak van een anemie kunnen aangeven.
Haptoglobine kan ook in verhoogde concentratie voorkomen in het bloed. Hieraan wordt door de arts in het algemeen geen waarde gehecht. Haptoglobine is namelijk ook een acutefase-eiwit, deze eiwitten zijn in concentratie in het bloedplasma verhoogd, onder infectieuze omstandigheden.